# Apă plată
Apa plată este o apă potabilă foarte slab mineralizată (oligominerală), care conține sub 500 mg săruri/litru. Apa plată nu conține dioxid de carbon adăugat și poate fi consumată în cantități mari, fără indicații medicale.
În România, legea prevede pentru apa plată îmbuteliată că valoarea minimă a pH poate fi redusă până la 4,5 unități. 
Apa plată este produsă sub control sanitar, dar proveniența ei poate fi atât de la un izvor, cât și de la un puț de adâncime, verificat și avizat sanitar anume pentru comercializare și consum. Principala calitate a apei plate, în comparație cu cea livrată de rețeaua publică de alimentare cu apă, este aceea că ea nu a străbătut țevile rețelei urbane de aducțiune și, deci, nu conține clor rezidual, nu preia și nu poartă produsele rezultate din depunerile pe țeavă, din oxidarea metalului, din alte procese, foarte fine, care pot avea loc în timpul transportului.

## Vânzările la nivel global
Vânzările la nivel global de apa îmbuteliată au crescut mult în ultimele decenii, ajungând la suma de 60 miliarde dolari și un volum de peste 115 miliarde de litri în 2006. Vânzările din Statele Unite a ajuns în jurul valorii de 34 miliarde de litri în 2008, având o ușoară scădere față de anul 2007.
Consumul la nivel global a crescut de patru ori între 1990 și 2005. Apa de izvor și apa de la robinet purificată sunt în prezent cele mai vândute feluri. Conform unei estimări, aproximativ 50 miliarde de sticle de apă sunt consumate pe an în SUA și aproximativ 200 de miliarde de sticle la nivel global.
Directiva 2009/54/CE se ocupă cu comercializarea și exploatarea apelor minerale naturale în Uniunea Europeană. Cele două tipuri principale de apă îmbuteliată sunt apa minerală și cea de izvor.
Câteva branduri de apă plată din România: Iezer, Aqua Carpatica, Bucovina, Aquatique, Keia, Bilbor, Azuga, Borsec, Perla Covasnei, Buziaș, etc.